# Klaus Wirtgen
Klaus Wirtgen (* 30. August 1938 in Bad Nauheim; † 28. März 2010 in Bad Honnef) war ein deutscher Journalist.
Er war seit 1969 langjähriger Reporter des Spiegel und interviewte etliche namhafte Bundespolitiker. Zuvor war er als Wirtschaftskorrespondent für die Deutsche Presse-Agentur (dpa) tätig. Ein Streit über eine Recherche führte 1999 zum Bruch mit dem Spiegel; danach arbeitete er für den Stern.
Wirtgen veröffentlichte einige Sachbücher. Er wurde auf dem Neuen Friedhof in Bad Honnef beigesetzt.

## Werke
- mit Dirk Koch (Hrsg.): Wolfgang Schäuble: Der Vertrag. Wie ich über die deutsche Einheit verhandelte. Deutsche Verlags-Anstalt, Stuttgart 1991, ISBN 3-421-06605-1.
- mit Erich Böhme (Hrsg.): Willy Brandt: Die Spiegel-Gespräche. Rowohlt, Reinbek 1995, ISBN 978-3-499-19660-7.